# N-400 (表格)
N-400表格（英語：Form N-400）是外籍美国永久居民申请归化成为美国公民的文件。符合以下条件的永久居民可以提交该文件申请成为美国公民：
- 年龄达到18岁或以上
- 作为永久居民在美国连续居住5年（美国公民配偶需要连续居住3年）
- 具有良好道德品质
- 具有基本的英语能力
- 掌握美国政府和历史的基本知识
- 愿意宣誓效忠[3]